# Beni-Boughafer
Ait Bouyafar (afgekort tot Bouyafar) of Beni-Boughafer is een streek en gemeenschap die behoort tot de Iqer'iyen in het Rifgebergte in noordoost Marokko.
Beni-Boughafer ligt in de kustprovincie Nador, niet ver verwijderd van de Spaanse enclave Melilla. Toen Spanje in de 20e eeuw controle over het gebied had, werd het dorp Capu Chico genoemd.
De meeste werkenden zijn vissers.

## Geschiedenis
Ighassassen of Ghassassa was een Riffijnse havenstad, bekend bij de Arabieren onder de naam Khassassa en bij de Europeanen onder de naam Cazaza.
De stad werd voor het eerst genoemd door de Andalusiër Abu Obeidallah El Bakri die tussen 1014 en 1094 leefde. Volgens deze historicus maakte Ghassassa deel uit van het Riffijnse vorstendom Noukour. De stad werd later genoemd door andere historici waaronder Leo Africanus, El Idrissi en Ibn Khaldoun.
De stad, zo’n 20 km ten westen van de huidige stad Nador, was een belangrijke havenstad voor de handel. Het beschikte over een moderne haven voor haar tijd. Zo was de haven van Ghassassa in die tijd geavanceerder dan de haven van Barcelona. Vanuit Ghassassa werd handel gedreven met onder meer Alexanderië en Venetië.
Na de val van Granada in 1.492 vluchtten veel Andalusiërs naar Noord-Afrika. De laatste heerser van Granada, de Nasrid Abu Abdallah Muhammad XII (Boabdil), landde samen met zijn entourage van ruim 1.000 personen in Ghassassa. Onder de Andalusiërs die naar Ghassassa vluchtten werd een persoon bekend omdat hij oorlog voerde tegen de Europeanen. Zijn naam is Massaoud Ighassassen, zijn graf is sinds zijn dood een bekende maraboet in de streek. Massaoud verzamelde zo’n honderd Andalusiërs in Ghassassa en vanuit deze stad vielen ze Melilla aan.
De aanval mislukte echter en de Spanjaarden vielen op hun beurt Ghassassa aan. De aanval werd geleid door de hertog Juan Alfonso Pérez de Guzmán en de stad viel in handen van de Spanjaarden in het jaar 1505. Ferdinand, de eerste koning van Spanje, beloonde de hertog met de aderlijke titel ”Markies van Cazaza”, de titel leeft voort tot de dag van vandaag.
De stad werd in 1532 heroverd door de Amazigh dynastie de Wattasiden. Om toekomstige Spaanse aanvallen te voorkomen hebben de Wattasiden de stad vernield. Tegenwoordig zijn er slechts enkele ruïnes over van deze historische stad die ooit een van de belangrijkste havens in Arif had.

## Geboren
- Ahmed Marcouch (1969), Marokkaans-Nederlands politicus en burgemeester van Arnhem
- Oussama Assaidi (1988), voetballer